# Gerbille du Baluchistan
Gerbillus nanus
Espèce
Synonymes
- Gerbillus garamantis Lataste, 1881
- Gerbillus quadrimaculatus Lataste, 1882
- Gerbillus vivax (Thomas, 1902)

Répartition géographique
Statut de conservation UICN

 LC  : Préoccupation mineure
La Gerbille du Baluchistan (Gerbillus nanus ou Gerbillus (Gerbillus) nanus) est une espèce qui fait partie des rongeurs. C'est une gerbille de la famille des Muridés que l'on rencontre au nord ouest de l'Afrique et au Moyen-Orient.